# Juniperus comitana
Juniperus comitana är en cypressväxtart som beskrevs av Maximino Martinez. Juniperus comitana ingår i släktet enar, och familjen cypressväxter. IUCN kategoriserar arten globalt som sårbar. Inga underarter finns listade i Catalogue of Life.